# Gustavsfors, Älmhults kommun
Gustavsfors är ett gammalt före detta lumppappersbruk i Pjätteryds socken, Älmhults kommun, Kronobergs län i sydligaste Småland. Platsen ligger där Helge å bildar en längre forssträcka.

## Gustavsfors historia
År 1785 köpte förre kaptenen vid Kronobergs regemente, Gustav Adolf Cavallius, halva fastigheten och ryttarbostället Gåaryd 1 med avsikt att vid Helgeån starta ett handpappersbruk. Året efter, 1786, stod det färdigt. Platsen fick namn efter G A Cavallius själv, Gustavsfors. 
I och med pappersbruket uppstod ett småindustriellt samhälle med kvarn, såg, garveri, textilfärgeri, vadmalsstamp och smedja där alla verksamheter drog nytta av den framforsande Helgeån. Pappret tillverkades av lump, det vill säga textilrester. I början på 1900-talet tynade verksamheterna bort och det enda som återstår idag är ruiner av de gamla byggnaderna, gamla fördämningar och kanaler som styrde vattnet mot de olika kraftkällorna.

## Vattenkraftverket och orten idag
Gustavsfors är i dag ett av många små vattenkraftverk för elproduktion i södra Sverige. År 1918 byggdes en liten el-kraftstation för lokalt bruk. År 1924 byggdes elkraften ut med ytterligare ett kraftverk på den plats där turbinen står idag. År 1934 kopplades ledningarna över på större nät i samband med att Sydkraft köpte Gustavsfors. På 1970-talet monterade Sydkraft ned maskinerna och kraftproduktionen upphörde därmed. År 1995 köpte kraftbolaget Widings Elektriska AB marken och vattenrättigheterna av Sydkraft och rustade upp kraftverket för att återigen starta upp driften, vilket skedde 1997-1998. Den nuvarande turbinen står i en turbinhall i form en röd liten småländsk stuga med vita knutar. Kraftverket är dimensionerat för en vattenmängd på 6 m³/s. Fallhöjden är 3,25 m. Årsproduktionen som distribueras ut till nätet är cirka 900 000 KWh. Medelvattenföringen i Helgeån vid Gustavsfors är 9,3 m³/s.
Högsta högvattenföring är uppmätt till 45 m³ /s. Vid högvatten, framför allt vintertid, forsar således den större vattenmängden i Helgeån fram i den gamla åfåran. Ca 1,5 kilometer nedströms Gustavsfors ligger ytterligare en längre forssträcka, Fredriksfors. Vid Fredriksfors finns också ett mindre vattenkraftverk för elproduktion. 
Mest känt idag är nog Gustavsfors för sitt fiskevårdsområde, Gustavsfors FVO som omfattar drygt 15 km av Helgeån från Bökönasjöns sydspets i norr, till Delary i söder, Delary Dammsjö inkluderad. Särskilt den bitvis forsande sträckan mellan Gustavsfors och Fredriksfors är ett populärt sportfiskevatten för flugfiske. Stränderna är kantade av lövskog. Bland fiskarterna finns öring, regnbåge (inplanterad), harr (inplanterad), gädda, färna och mal. Den sistnämnda är mycket sällsynt och fridlyst och har här i Möckeln/Helgeåns vattensystem en av sina fyra förekomster i landet. Fiskekort löses i automat på platsen vid Bäckaholmen. Övernattningsmöjligheter finns i form av vindskydd. Helgeån är populärt vatten för kanotpaddling. Forssträckan Gustavsfors-Fredriksfors är dock förbjuden att paddla. Upptagningsplatser för kanoter finns på båda ställen och en mindre väg eller stig för kanottransporter på land löper längs ån. Vid Gustavsfors växer vid åstränderna bland annat Safsa (kungsbräken) som är en ormbunksväxt.